# La Confusion des sentiments
Pour les articles homonymes, voir La Confusion des sentiments (homonymie).
La Confusion des sentiments (Verwirrung der Gefühle) est une longue nouvelle, sous-titrée « Notes intimes du professeur R de D », écrite par Stefan Zweig et publiée en 1927.

## Historique de l'édition
La Confusion des sentiments, s'il s'agit du titre d'une longue nouvelle, a aussi donné son nom à un recueil de nouvelles de Zweig publié en 1927.  Le recueil original contenait également Vingt-quatre heures de la vie d'une femme (Vierundzwanzig Stunden aus dem Leben einer Frau), L'amour d'Erika Ewald (Die Liebe der Erika Ewald, réédition de la publication de 1904) et Destruction d’un cœur (Untergang eines Herzens). 
La nouvelle La Confusion des sentiments, traduite et parue seule en France dès 1929, retrace l'histoire d'un universitaire qui, lors de son soixantième anniversaire, se remémore un professeur qui, dans sa jeunesse, l'a conduit sur les voies de la vie de l'esprit. Ce texte traite ainsi de l'amour de l'étude que lui communiqua ce professeur. Portant également sur la force de l'amitié (inter-générationnelle), le texte évoque aussi l'amour entre deux hommes, et les troubles et souffrances causés par la rencontre de cet amour avec la morale, la loi et le regard de l'autre.

## Résumé
Fils de proviseur d'un lycée d'une petite ville en Allemagne du nord, Roland de D. est à dix-neuf ans un étudiant qui suit malgré lui des études d'anglais à Berlin. Il mène dans la capitale allemande une vie dissolue pendant plusieurs mois, négligeant ses études. Découvrant cela, son père le fait déplacer dans une université d'une petite ville de province au centre de l'Allemagne. Là, il est tout de suite subjugué par l'intelligence d'un professeur de philologie et son talent pour communiquer sa passion pour Shakespeare. 
Le professeur le prend tout de suite en affection et lui facilite son installation en lui conseillant une chambre à louer au-dessus de chez lui. Par la suite, l'étudiant est amené à entrer dans l'intimité du professeur. Il découvre qu'il a une femme et que le couple est assez particulier : les deux époux sont assez froids l'un envers l'autre et le mari s'absente fréquemment. Roland propose au professeur de l'aider à écrire son ouvrage de philologie. Mais, malgré l'aide qu'il lui apporte, le professeur a une attitude double et déconcertante envers lui : tantôt il le laisse se rapprocher de lui, tantôt il le repousse froidement. Ce comportement plonge l'étudiant dans une profonde confusion qui tourne rapidement au grand tourment… Roland découvrira la raison de cette attitude lors d'une confession poignante du professeur.

## Réception
En raison de la nouveauté audacieuse de ce sujet, ce récit bref et fulgurant connut un grand succès. À travers le récit, Stefan Zweig communique sa passion pour la période shakespearienne, apogée de la littérature anglaise et de l'Angleterre : « […] dans un élan unique, une génération a gravi tous les sommets de la passion, en a fouillé les abîmes, a mis à nu ardemment son âme exubérante et folle », fait-il dire au professeur de philologie (matière que Zweig étudia), « tout ce qui précède n'est qu'une préparation, tout ce qui suit n'est qu'une contrefaçon boiteuse de cet élan original et hardi vers l'infini. »

## Analyse
Sigmund Freud a salué la finesse et la vérité avec laquelle l'auteur restitue le trouble d'une passion et le malaise qu'elle engendre chez celui qui en est l'objet. Il a ainsi échangé avec Zweig sur le sujet de l'homosexualité et de la manière dont elle est refoulée par les personnages. 
La nouvelle a fait l'objet de plusieurs études psychanalytiques. Philippe van Meerbeeck la considère ainsi comme un exemple type d'une œuvre qui met en scène la perversion d'un lien social.
La Confusion des sentiments s'inscrit dans une logique récurrente chez Zweig qui est la mise en lumière de luttes internes, déclenchées par un évènement externe, chez des hommes ou des femmes. Il peut s'agir d'une lutte ayant pour objet la passion amoureuse, comme dans L'Amour d'Erika Wald, ou d'une dépendance (Le joueur d'échecs).

## Éditions en français

### Éditions imprimées
- Traduction d'Alzir Hella et Olivier Bournac, Paris, Stock, 1929, (rééditions 1948, 1980, 1988, 1990). Réédition en 1991 à la suite d'une révision réalisée par Brigitte Vergne-Cain et Gérard Rudent, Livre de poche n°9521  (ISBN 9782253061434).
- Traduction d'Olivier Mannoni, préface de Sarah Chiche, Paris, Payot, 2013, coll. "Petite Bibliothèque Payot",  (ISBN 9782228908368).
- Traduction supervisée par Pierre Deshusses, dans La Confusion des sentiments et autres récits, Paris, Robert Laffont, 2013, coll. "Bouquins",  (ISBN 978-2-221-11662-3).
- Traduction de Claire de Oliveira, dans Romans, nouvelles et récits, Paris, Gallimard, 2013, Bibliothèque de la Pléiade no 587,  (ISBN 2-253-14057-0).
- Traduction de Pierre Deshusse, Le désarroi des sentiments - Les carnets intimes du professeur R. v. D., Payot et Rivages, 2021, édition bilingue  (ISBN 978-2-7436-5031-5)

### Livres audio
- Stefan Zweig (auteur) et Niels Arestrup (narrateur), La Confusion des sentiments [« Verwirrung der Gefühle »], Paris, Radio-France, 1987 (BNF 38141892)Support : 3 cassettes audio ; durée : non connue ; référence éditeur : K5016 AD 104. Le ou les traducteurs ne sont pas mentionnés.
- Stefan Zweig (auteur) et Marc-Henri Boisse (narrateur), La Confusion des sentiments [« Verwirrung der Gefühle »], Paris, Livraphone, 1er juillet 2003 (ISBN 978-2-87809-328-5, BNF 39055570)Support : 3 disques compacts audio ; durée : 3 h 27 min environ ; référence éditeur : Livraphone LIV 296C. Le ou les traducteurs ne sont pas mentionnés.
- Stefan Zweig (auteur), Olivier Bournac (traducteur), Alzir Hella (traducteur) et Daniel Mesguich (narrateur), La Confusion des sentiments [« Verwirrung der Gefühle »], Paris, Audiolib, 6 juillet 2011 (ISBN 978-2-35641-394-9, BNF 42462995)Support : 1 disque compact audio MP3 ; durée : 3 h 44 min environ ; référence éditeur : Audiolib 25 0430 6.

## Adaptations

### Au théâtre
- 2001 : La Confusion des sentiments, adaptée par André Salzet et Pascale Paugam, mise en scène de Stéphanie Tesson ; avec Myriam Amarouchêne, André Salzet, Dominique Verrier, Théâtre du Renard, Paris.
- 2010 : La Confusion des sentiments, adaptation et traduction de Thierry Debroux, mise en scène de Michel Kacenelenbogen, produit par le Théâtre Mouffetard, le Théâtre Le public et le Théâtre de Namur ; avec Pierre Santini, Muriel Jacobs, Nicolas d'Oultremont.

### À la télévision
- 1981 : La Confusion des sentiments, téléfilm, scénario de Dominique Fabre et Étienne Périer, réalisation d'Étienne Périer, avec Michel Piccoli, Pierre Malet, Gila von Weitershausen, Heinz Weiss.